# 齐勇
齐勇（1915年—1968年），男，安徽六安人，中国人民解放军将领、中国人民解放军开国少将。曾任海军南海舰队副司令员。国家海洋局第一任局长。

## 生平
1955年，授予中国人民解放军少将。